# Municipio de Steubenville
El municipio de Steubenville (en inglés: Steubenville Township) es un municipio ubicado en el condado de Jefferson, en el estado estadounidense de Ohio. En el año 2010 tenía una población de 4319 habitantes y una densidad de 212,92 personas por km².

## Geografía
El municipio de Steubenville se encuentra ubicado en las coordenadas 40°19′27″N 80°38′12″O / 40.32417, -80.63667. Según la Oficina del Censo de los Estados Unidos, el municipio tiene una superficie total de 20.28 km², de la cual 19.5 km² corresponden a tierra firme y (3.88%) 0.79 km² es agua.

## Demografía
Según el censo de 2010, había 4319 personas residiendo en el municipio de Steubenville. La densidad de población era de 212,92 hab./km². De los 4319 habitantes, el municipio de Steubenville estaba compuesto por el 94.81% blancos, el 3.17% eran afroamericanos, el 0.23% eran amerindios, el 0.07% eran asiáticos, el 0.09% eran de otras razas y el 1.62% pertenecían a dos o más razas. Del total de la población el 0.74% eran hispanos o latinos de cualquier raza.